# جناس مطرف
جناس مطرّف، مردوف، مزید یا مختلف‌الاول، در آرایه‌های ادبی از انواع جناس افزایشی است که یک حرف به آغاز یکی از ارکان افزوده می‌شود، مانند «تاب و عتاب»، «کار و کنار»، «سر و سرو».